# Weringhausen
Weringhausen ist ein Ort in der Gemeinde Finnentrop mit rund 450 Einwohnern. Der Ort liegt auf einem Bergrücken zwischen Lenne- und Frettertal, im südlichen Teil des Sauerlandes.

## Geografie
Der Ort liegt zwischen Bamenohl und Fretter an der Landesstraße 880. Nachbarorte sind Bamenohl, Sporke, Melbecke, Frettermühle und Finnentrop. Die gesamte Region gehört zum Rheinischen Schiefergebirge. Ein Teil zählt zur Attendorn-Elsper Doppelmulde und weist Kalksteinvorkommen aus.

## Geschichte
Weringhausen liegt an einem früheren Fernweg, der von Grevenbrück nach Arnsberg führenden Bergstraße. Bedingt dadurch ist die erste urkundliche Erwähnung bereits aus dem 14. Jahrhundert. Hierbei handelt es sich um das Hennecken Gut, heute Hof Arens, das seinerzeit zum Stift Herford gehörte. Im Pfarrarchiv Schönholthausen befindet sich die Abschrift einer Urkunde von 1393, II. 10., wo von einem Gut des Heidenreich von Heggen in Wedinghausen berichtet wird. Dass hiermit nicht Wedinghausen bei Arnsberg, sondern Weringhausen gemeint ist, belegt der Zusammenhang mit der Pfarrkirche Schönholthausen und der Frettermühle. Heidenreich von Heggen zu Bamenohl war u. a. mit einer Beleke von Hundem genannt Pepersack verheiratet und dadurch in den Besitz oder Mitbesitz des Hauses Bamenohl gekommen.
Über mehrere Jahrhunderte berichten alte Akten und Urkunden fast ausschließlich über die alten Weringhauser Höfe wie: 1. Müller - Hanses; 2. Kebbe (im 19. Jahrhundert aufgelassen und aufgeteilt); 3. Hansmann; 4. Bock - Lubeley; 5. Hennecke - Arens.
Ein Schatzungsregister (diente der Erhebung von Steuern) von 1543 gibt ungefähre Anhaltspunkte über die damalige Größe von Weringhausen und dem unmittelbar benachbarten Bamenohl. Demnach gab es zu dieser Zeit in Werminghaußen und Babenoill insgesamt 12 Schatzpflichtige (ohne 2 Personen, die als arm galten). Die Anzahl der Schatzpflichtigen dürfte in etwa mit den vorhandenen Familien bzw. Häusern übereingestimmt haben. Einige Namen weisen in der Schreibweise Ähnlichkeit mit den vorgenannten Höfen auf.
Im Zuge der Kommunalen Neuordnung Nordrhein-Westfalens, die am 1. Juli 1969 in Kraft trat, hatte der Rat der bis zum 30. Juni 1969 bestehenden Gemeinde Schönholthausen beschlossen, dass Finnentrop als Zentralort der neuen Gemeinde Finnentrop ausgewiesen wird und die Orte Bamenohl und Weringhausen unter Fortfall ihrer Ortsnamen eingegliedert werden. Ziel war die Verleihung der Bezeichnung „Stadt“. Nachdem dieses Ziel mangels „städtischen Erscheinungsbildes“ nicht erreicht werden konnte und die Empörung der Bamenohler und Weringhauser Bevölkerung wegen des Wegfalls der historischen Ortsnamen immer größer wurde, beschloss der Rat der Gemeinde Finnentrop am 21. September 1982, die alten Ortsnamen wieder einzuführen.

## Wirtschaft und Infrastruktur
Wirtschaftlich war Weringhausen bis zur Eröffnung des Kalksteinbruches 1892 ausschließlich durch die Landwirtschaft geprägt. Dieser und das sich in Bamenohl befindliche Kalkwerk wurden 1958 stillgelegt. Der Transport des Rohmaterials aus dem Steinbruch Weringhausen zum Ringofen in Bamenohl erfolgte mittels einer ca. 3 km langen Schmalspurbahn.
Im Zuge des wirtschaftlichen Aufschwunges verlor die Landwirtschaft ihre dominierende Rolle. So sind heute nur noch zwei Vollerwerbsbetriebe der Landwirtschaft und ein Vollerwerbs-Forstbetrieb vorhanden. Die jetzt angesiedelte Industrie gehört der Metallverarbeitung an.
Nachdem in der Vergangenheit der gesamte Straßenverkehr durch den Ort Weringhausen geführt wurde, wurde am 20. September 2003 nach ca. einjähriger Bauzeit eine Umgehungsstraße fertiggestellt.

## Kirche und Schule

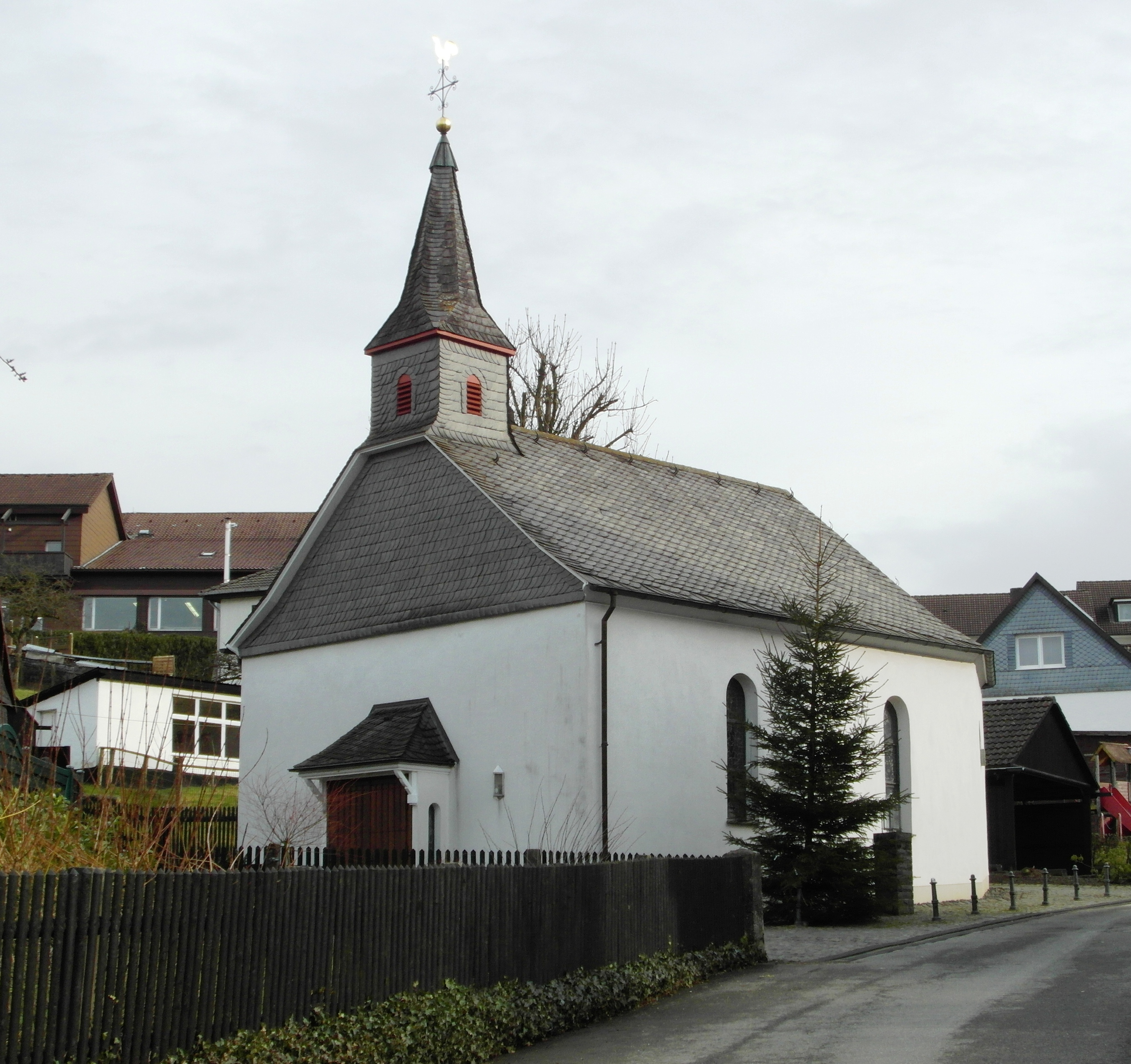
Dorfkapelle in der Ortsmitte

Kirchlich gehörte Weringhausen jahrhundertelang zum Kirchspiel Schönholthausen. Anfang des 20. Jahrhunderts wurde Weringhausen der Kirchengemeinde Bamenohl zugeordnet. Die heutige Dorfkapelle wurde am 9. Februar 1870 eingeweiht, Schutzpatronin: hl. Apollonia.
Im Jahr 1858 wurde für die Kinder aus Weringhausen und Bamenohl ein Schulraum in Weringhausen als Filiale der Kirchspielschule Schönholthausen eingerichtet. Nach zwei später gebauten eigenen Schulhäusern gehen heute die Kinder in die Grundschule Bamenohl bzw. zu weiterführenden Schulen an anderen Standorten.

## Vereinsleben

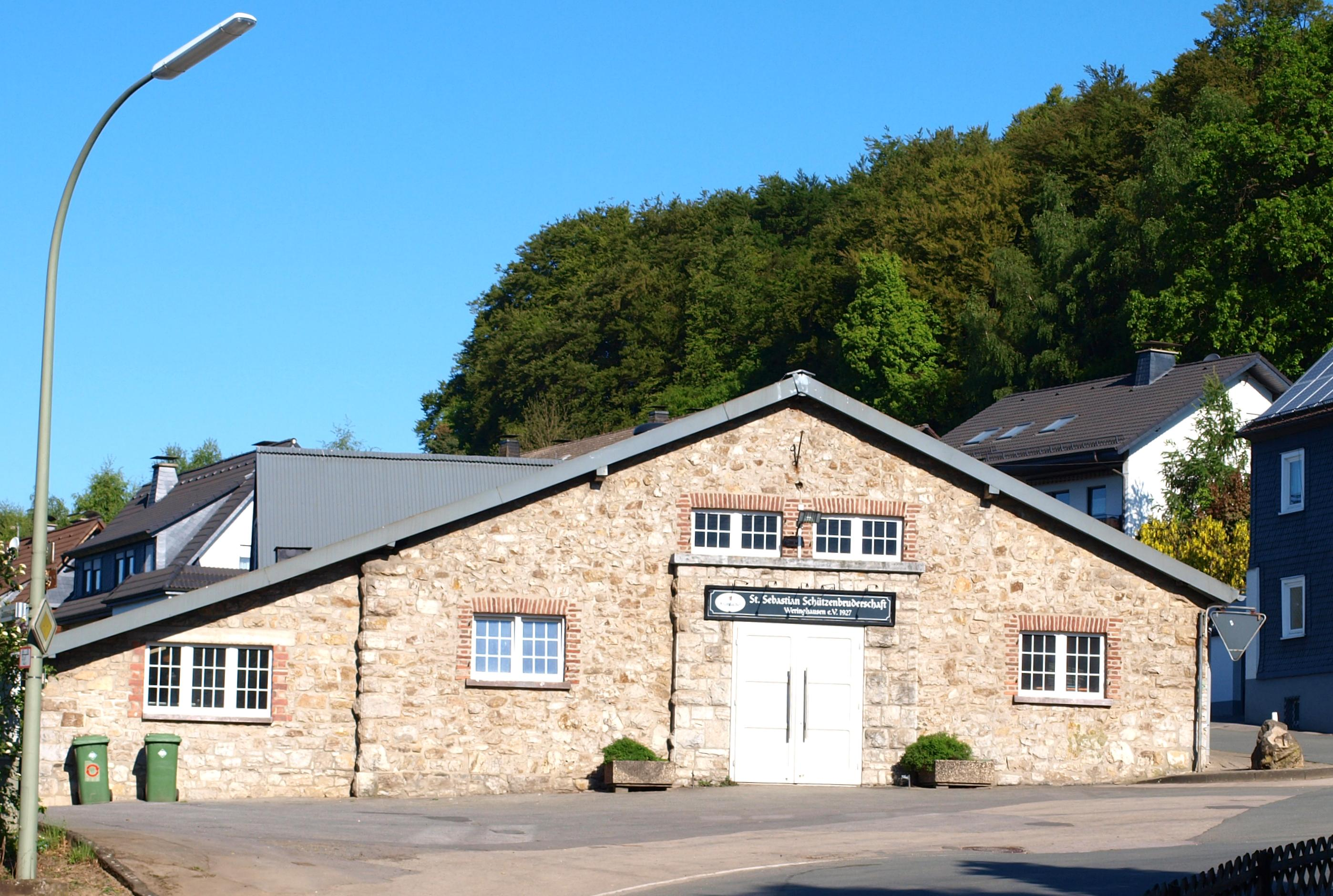
Schützenhalle

In Weringhausen gibt es einen Schützenverein und einen Spielmannszug. Nach über 100-jährigem Bestehen musste leider der Männergesangverein mangels Nachwuchses aufgelöst und abgemeldet werden.